# Lista planetelor minore: 47001–48000
| Nume                                            | Denumire provizorie                             | Data descoperirii                               | Locul descoperirii                              | Descoperitor(i)                                 |                                                 |                                                 |                                                 |                                                 |                                                 |                                                 |                                                 |                                                 |                                                 |                                                 |                                                 |                                                 |                                                 |                                                 |                                                 |                                                 |                                                 |                                                 |                                                 |                                                 |                                                 |                                                 |                                                 |                                                 |                                                 |                                                 |                                                 |                                                 |                                                 |                                                 |                                                 |                                                 |                                                 |                                                 |                                                 |                                                 |                                                 |                                                 |                                                 |                                                 |                                                 |                                                 |                                                 |                                                 |                                                 |
| 47001–47100 Lista planetelor minore/47001–47100 | 47001–47100 Lista planetelor minore/47001–47100 | 47001–47100 Lista planetelor minore/47001–47100 | 47001–47100 Lista planetelor minore/47001–47100 | 47001–47100 Lista planetelor minore/47001–47100 | 47101–47200 Lista planetelor minore/47101–47200 | 47101–47200 Lista planetelor minore/47101–47200 | 47101–47200 Lista planetelor minore/47101–47200 | 47101–47200 Lista planetelor minore/47101–47200 | 47101–47200 Lista planetelor minore/47101–47200 | 47201–47300 Lista planetelor minore/47201–47300 | 47201–47300 Lista planetelor minore/47201–47300 | 47201–47300 Lista planetelor minore/47201–47300 | 47201–47300 Lista planetelor minore/47201–47300 | 47201–47300 Lista planetelor minore/47201–47300 | 47301–47400 Lista planetelor minore/47301–47400 | 47301–47400 Lista planetelor minore/47301–47400 | 47301–47400 Lista planetelor minore/47301–47400 | 47301–47400 Lista planetelor minore/47301–47400 | 47301–47400 Lista planetelor minore/47301–47400 | 47401–47500 Lista planetelor minore/47401–47500 | 47401–47500 Lista planetelor minore/47401–47500 | 47401–47500 Lista planetelor minore/47401–47500 | 47401–47500 Lista planetelor minore/47401–47500 | 47401–47500 Lista planetelor minore/47401–47500 | 47501–47600 Lista planetelor minore/47501–47600 | 47501–47600 Lista planetelor minore/47501–47600 | 47501–47600 Lista planetelor minore/47501–47600 | 47501–47600 Lista planetelor minore/47501–47600 | 47501–47600 Lista planetelor minore/47501–47600 | 47601–47700 Lista planetelor minore/47601–47700 | 47601–47700 Lista planetelor minore/47601–47700 | 47601–47700 Lista planetelor minore/47601–47700 | 47601–47700 Lista planetelor minore/47601–47700 | 47601–47700 Lista planetelor minore/47601–47700 | 47701–47800 Lista planetelor minore/47701–47800 | 47701–47800 Lista planetelor minore/47701–47800 | 47701–47800 Lista planetelor minore/47701–47800 | 47701–47800 Lista planetelor minore/47701–47800 | 47701–47800 Lista planetelor minore/47701–47800 | 47801–47900 Lista planetelor minore/47801–47900 | 47801–47900 Lista planetelor minore/47801–47900 | 47801–47900 Lista planetelor minore/47801–47900 | 47801–47900 Lista planetelor minore/47801–47900 | 47801–47900 Lista planetelor minore/47801–47900 | 47901–48000 Lista planetelor minore/47901–48000 | 47901–48000 Lista planetelor minore/47901–48000 | 47901–48000 Lista planetelor minore/47901–48000 | 47901–48000 Lista planetelor minore/47901–48000 | 47901–48000 Lista planetelor minore/47901–48000 |
| ----------------------------------------------- | ----------------------------------------------- | ----------------------------------------------- | ----------------------------------------------- | ----------------------------------------------- | ----------------------------------------------- | ----------------------------------------------- | ----------------------------------------------- | ----------------------------------------------- | ----------------------------------------------- | ----------------------------------------------- | ----------------------------------------------- | ----------------------------------------------- | ----------------------------------------------- | ----------------------------------------------- | ----------------------------------------------- | ----------------------------------------------- | ----------------------------------------------- | ----------------------------------------------- | ----------------------------------------------- | ----------------------------------------------- | ----------------------------------------------- | ----------------------------------------------- | ----------------------------------------------- | ----------------------------------------------- | ----------------------------------------------- | ----------------------------------------------- | ----------------------------------------------- | ----------------------------------------------- | ----------------------------------------------- | ----------------------------------------------- | ----------------------------------------------- | ----------------------------------------------- | ----------------------------------------------- | ----------------------------------------------- | ----------------------------------------------- | ----------------------------------------------- | ----------------------------------------------- | ----------------------------------------------- | ----------------------------------------------- | ----------------------------------------------- | ----------------------------------------------- | ----------------------------------------------- | ----------------------------------------------- | ----------------------------------------------- | ----------------------------------------------- | ----------------------------------------------- | ----------------------------------------------- | ----------------------------------------------- | ----------------------------------------------- |

| Predecesor: 46001–47000 | Lista planetelor minore 47001–48000 Semnificații ale numelor: 47001–48000 | Succesor: 48001–49000 |